# Till You’re Gone
Till You’re Gone – utwór pop/R&B wydany przez Joane Zimmer na czwartym studyjnym albumie Miss JZ. Piosenka została wydana 18 czerwca 2010 roku jako pierwszy singel promujący album.
Pomimo światowej sławy sztabu produkcyjnego kompozycji nie udało się zająć żadnej pozycji na żadnym z oficjalnych notowań.
Utwór jest piątym z kolei singlem wokalistki do którego został zrealizowany videoclip.

## Lista utworów[3]
Digital Download
1. Till You’re Gone (Single Edit)
2. Till You’re Gone (Full Of Grace House Mix)
3. Till You’re Gone (Nicholas Wright Dance Mix)

## Personel[potrzebnyprzypis]
- Wokal: Joana Zimmer
- Słowa: Marie Christensen, Shane Stevens, Jesse Frasure
- Muzyka: Toby Glad
- Wokal wspierający: Luisa Camargo Mariano
- Miksowanie: Mauricio Hersz, Nicholas Wright